# Certified International Investment Analyst
Certified International Investment Analyst (CIIA) es una certificación profesional financiera de ámbito global ofertada por la Association of Certified International Investment Analysts (ACIIA) a profesionales del sector financiero; los candidatos pueden ser analistas financieros, gestores de fondos o asesores de inversión.
El CIIA se diferencia de otras certificaciones parecidas en que aplica sus estándares tanto en los ámbitos nacional como internacional: ACIIA examina a los aspirantes primero a nivel local (en los países en que se presentan) y una vez que estos han superado los exámenes específicos de su país, deben superar el examen de nivel internacional.
El CIIA es a veces descrito como "la versión europea del CFA" pues tiene reconocimiento global; también es visto como el sucesor de la certificación CEFA, más antigua.
Bajo el Marco Europeo de Cualificaciones, el diploma CIIA se corresponde con una cualificación académica EQF-MEC de nivel 7, equivalente a una Maestría.